# Підтяжки

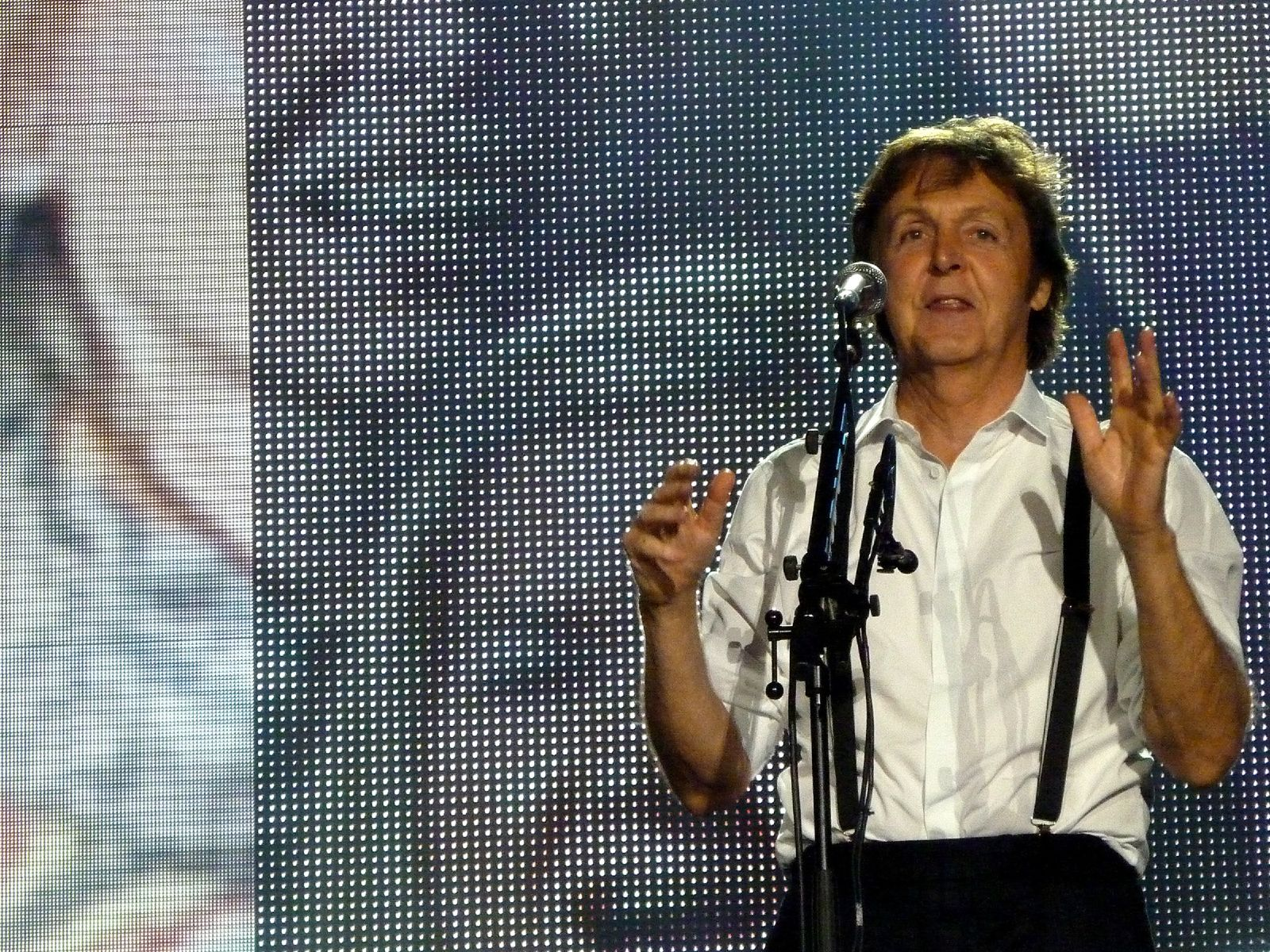
Пол Маккартні у підтяжках

Підтяжки (англ. suspenders, braces) — пристосування для підтримування штанів, модний аксесуар. Основним елементом підтяжок є еластичні стрічки, що перекидаються через плечі й позаду, зазвичай, перехрещуються або з'єднуються. З'явилися як елемент робочого одягу. Були широко поширені в кінці XIX — на початку XX століття.
Підтяжки поділяються на
- ті, що пристібаються на ґудзики, або зі спеціальними хлястиками, які кріпляться до штанів;
- ті, що із затискачами, які кріпляться прямо до поясу штанів, без хлястиків;
- декоративні підтяжки, які не виконують своїх первинних прямих функцій.